# Repovica
Repovica je naseljeno mjesto u općini Konjic, Federacija Bosne i Hercegovine, BiH.

## Stanovništvo

### 1991.
Nacionalni sastav stanovništva 1991. godine, bio je sljedeći:
ukupno: 195
- Hrvati – 169
- Srbi – 23
- Muslimani – 3

### 2013.
Nacionalni sastav stanovništva 2013. godine, bio je sljedeći:
ukupno: 96
- Bošnjaci – 73
- Hrvati – 22
- Srbi – 1

## Vanjske poveznice
- Satelitska snimka  Arhivirana inačica izvorne stranice od 19. siječnja 2021. (Wayback Machine)